# Trachyderes succinctus
Trachyderes succinctus é um inseto da ordem Coleoptera e da família Cerambycidae, subfamília Cerambycinae; um besouro cujo habitat são as florestas tropicais da região neotropical, entre a Costa Rica e Antilhas, na América Central, até o Brasil (entre o Amapá e o Rio Grande do Sul, incluindo áreas com Mata Atlântica) e Argentina. A espécie, descrita em 1758 por Carolus Linnaeus em seu Systema Naturae, com a denominação de Cerambyx succintus, apresenta élitros castanho-escuros com faixas amarelas ou esbranquiçadas, mais ou menos largas, transversais e com algumas depressões em seu protórax dotado de espinhos laterais curtos e rombudos, e com a cabeça dotada de longas antenas com áreas alaranjadas; podendo, tais insetos, alcançar quase 10 centímetros de comprimento, com suas antenas. Esta espécie ainda pode ser confundida com outros Cerambycidae, como Andraegoidus lacordairei (Dupont, 1838) e Monneellus rhodopus (Bates, 1870).

## Coleóbroca
Trachyderes succinctus é considerado uma coleóbroca, suas larvas abrindo galerias em troncos de árvores de Eucalyptus (eucaliptos) e das espécies Hevea brasiliensis (a seringueira) e Mangifera indica (que produz o fruto conhecido como manga), variedade Tommy Atkins; podendo brocar várias plantas mortas ou troncos já abatidos, incluindo espécies de Caesalpinia. O adulto também pode ser avistado em arbustos de Lantana camara.

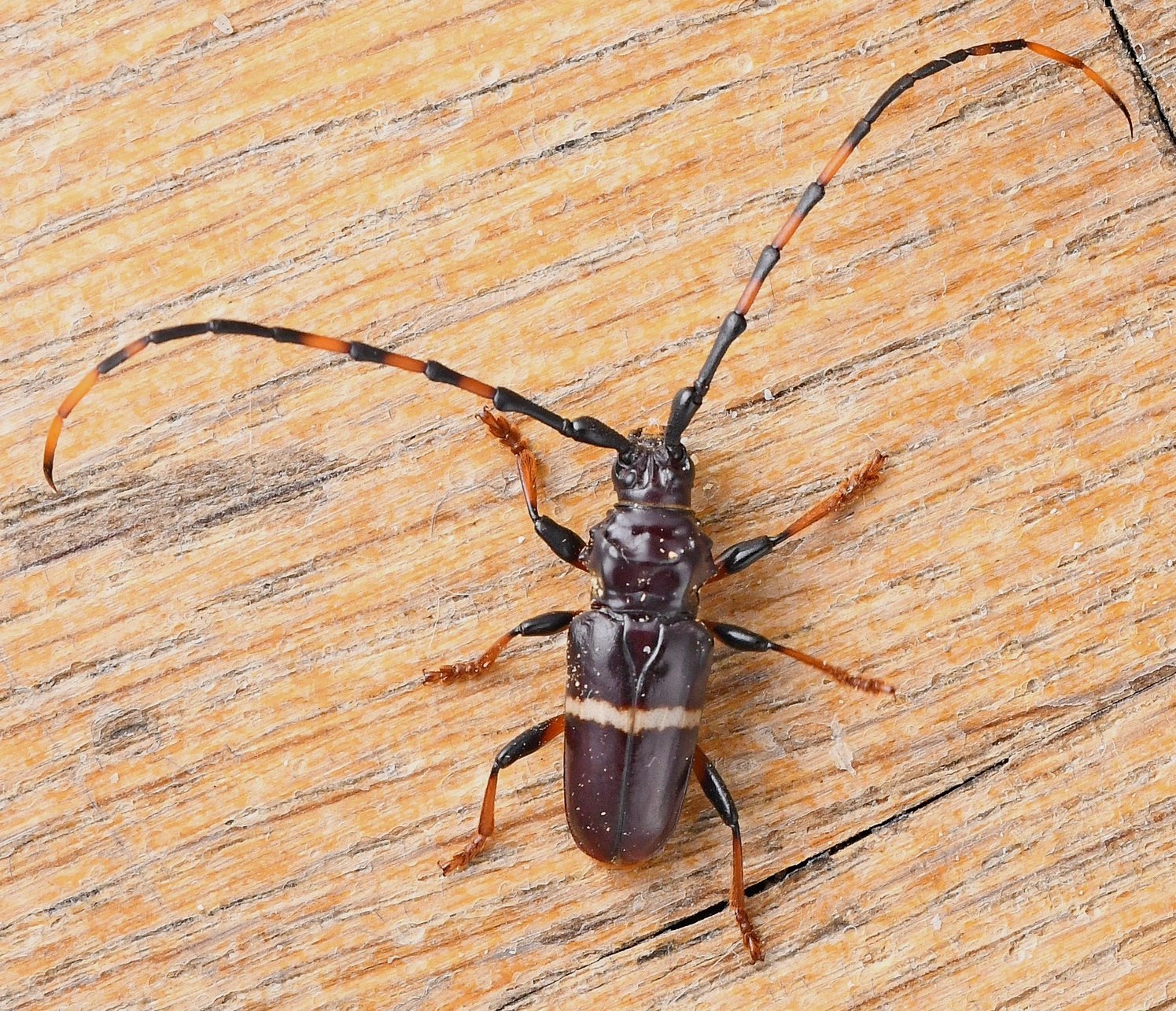
Fotografia de T. succinctus em Pedernales, República Dominicana.